# Orgeln des Kölner Domes
Die Orgelanlage des Kölner Domes gehört mit 143 Registern zu den größten Orgeln in Deutschland. Sie besteht aus zwei Hauptorgeln und einem Hochdruckwerk. Die Querhausorgel wurde 1948 von Hans Klais aus Bonn auf einer Empore in der nördlichen Vierung fertiggestellt, die Langhausorgel 1998 von der Orgelmanufaktur Klais errichtet, 2006 kam das Hochdruckwerk im Westbau des Domes hinzu. Die drei Teilwerke lassen sich von einem gemeinsamen Spieltisch aus anspielen, der hinter dem Rückpositiv der Querhausorgel steht.
Zusätzlich besitzt der Dom zwei kleine Orgeln, die zur Beschallung nur bestimmter Teile des Doms dienen: die sog. Marienorgel in der Marienkapelle, und eine Orgel in der Sakramentskapelle.
Domorganist ist seit 2002 Winfried Bönig als Nachfolger von Clemens Ganz. Zweiter Organist war von 1994 bis Juli 2023 Ulrich Brüggemann.
Nach dem Weggang Brüggemanns schuf das Metropolitankapitel zwei Assistenzstellen für den Domorganisten. Eine davon ist seit dem 1. November 2023 durch Matthias Wand besetzt. Seit dem 1. Juli 2025 ist Hoonbyeong Chae weiterer Assistent.

## Geschichte

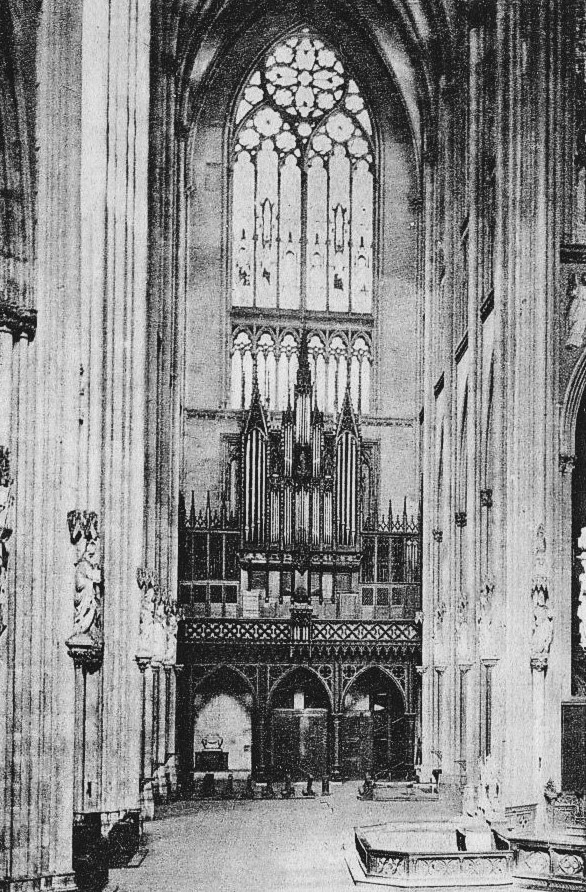
Sonreck-Orgel (1863–1943) im nördlichen Querhaus

Der Kölner Dom erhielt seine erste große Orgel im Jahr 1573. Sie wurde von Nicolaas Niehoff und Arend Lampeler van Mill gebaut, besaß 25 Register auf drei Manualen und Pedal und wurde an der Trennwand aufgestellt, die damals den baulich vollendeten Chor vom unvollendeten Langhaus trennte. 1764–1770 führte Christian Ludwig König einen Umbau durch, bei dem der Prospekt seitlich links und rechts erweitert wurde; danach besaß die Orgel 36 Register. 1790 wurde von Johann Georg Arnold ein erneuter Umbau der Orgel begonnen, der einem Neubau gleichkam, doch wurde dieses Vorhaben aufgrund des Einzuges der französischen Truppen am 6. Oktober 1794 in Köln unterbrochen und konnte erst 1821 von Engelbert Maaß abgeschlossen werden. Die Orgel besaß nun 42 Register auf drei Manualen 1842 erhielt die Orgel einen neuen, neugotischen Prospekt, der vom Dombaumeister Ernst Friedrich Zwirner entworfen wurde und der die bisherige Pfeifenanordnung im Prospekt weitgehend beibehielt. Im Zuge der baulichen Vollendung des Langhauses wurde die Trennwand 1863 abgerissen. Dadurch war es notwendig, einen neuen Standort für die Orgel im Dom zu finden. Die Suche gestaltete sich jedoch aus akustischen Gründen schwierig. Erst aufgrund der Empfehlung des zum Ortstermin gebetenen französischen Orgelbauers Aristide Cavaillé-Coll wurde die Orgel an einen Platz an der Innenseite der nördlichen Querhausfassade umgesetzt. Die Transferierung führte Franz Wilhelm Sonreck 1863 durch. Die Disposition wurde nur geringfügig verändert. Diese Aufstellung war allerdings akustisch sehr ungünstig: Das Instrument war dort nicht in der Lage, den großen Innenraum des Domes in angemessener Lautstärke und Klarheit zu beschallen. Ein Umbau durch Wilhelm Schaeben 1899 und nachfolgende Veränderungen lösten nicht die klanglichen Probleme. Einen grundlegenden Umbau der Orgel führte deshalb Ernst Seifert 1928 durch. Die Orgel besaß nun vier Manuale und 52 Register, das Instrument war aber für 115 Register angelegt. Der neogotische Prospekt von 1842 wurde weiterverwendet. Der Standort blieb indessen problematisch, da das Orgelspiel durch mehrfachen Widerhall beeinträchtigt wurde. Durch Bombentreffer, die 1943 die Gewölbe des nördlichen Querhauses durchschlugen, wurde auch die alte Orgel vollständig zerstört.

## Heutige Domorgeln
Zur Beschallung des Doms dienen die beiden Hauptorgeln im Querhaus bzw. Langhaus sowie die Tuben des Hochdruckwerks im Westwerk.

### Querhausorgel

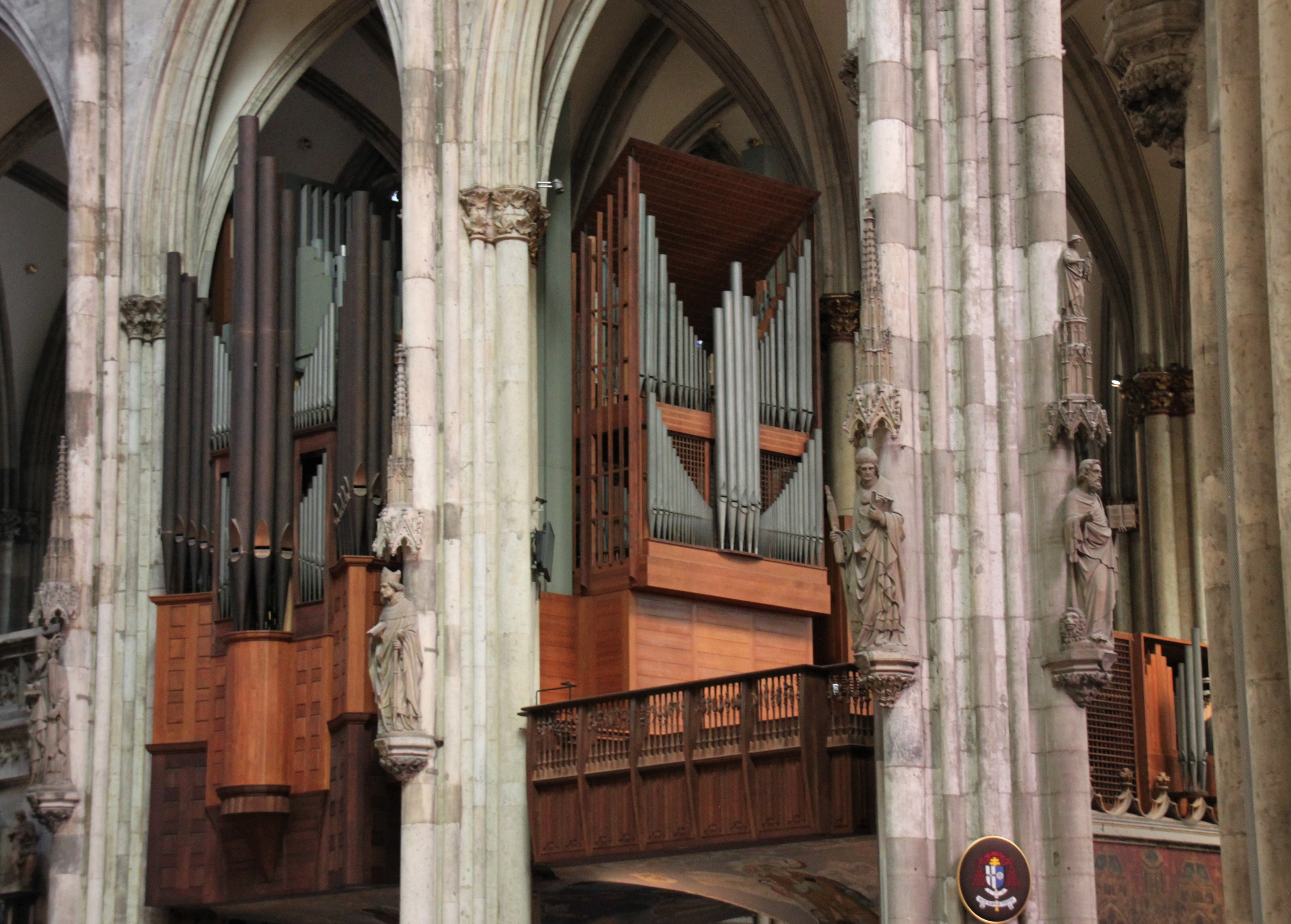
Querhausorgel des Kölner Doms

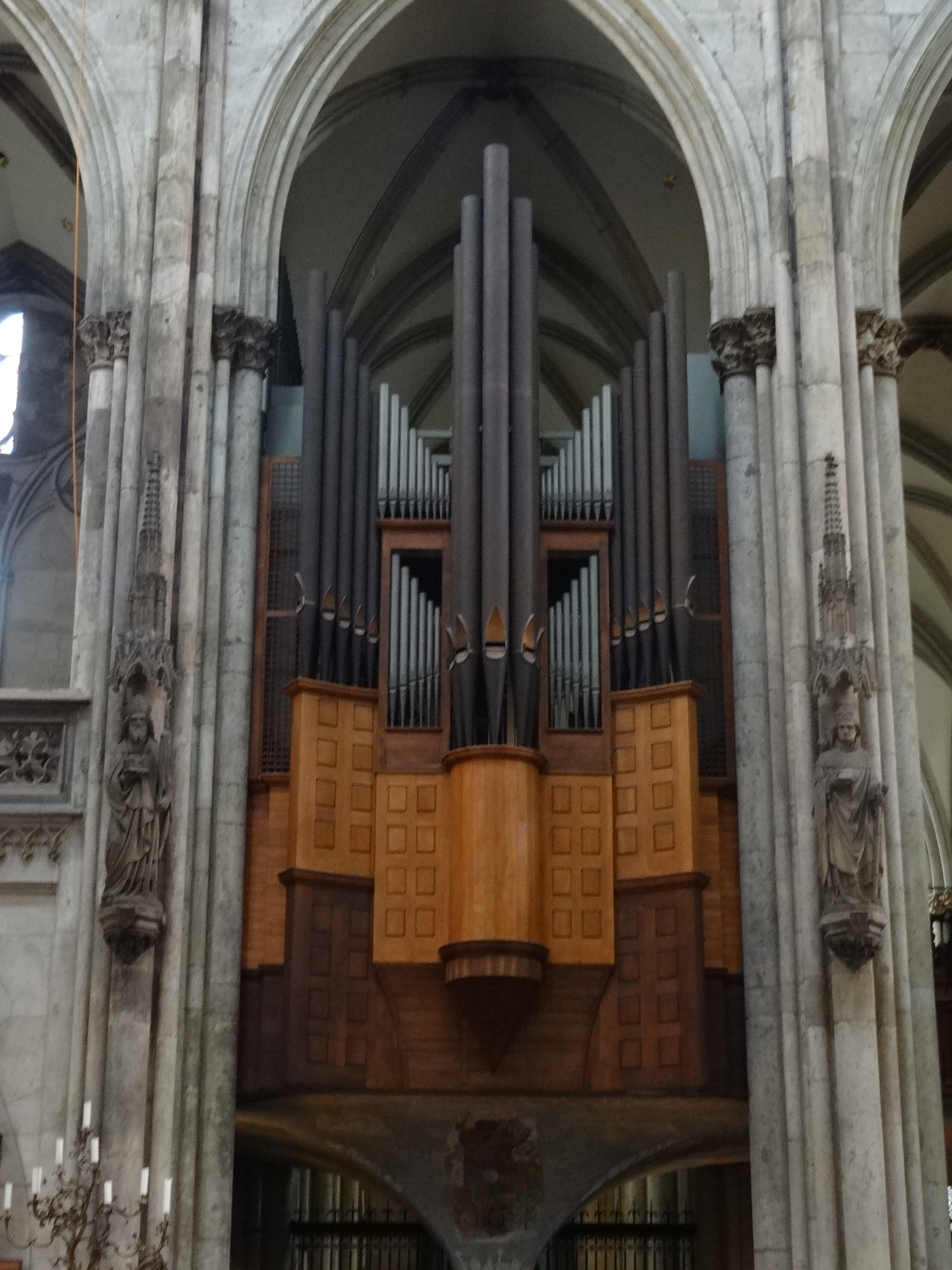
Westseite

Die Querhausorgel wurde nach dem Zweiten Weltkrieg in der nordöstlichen Ecke der Vierung gebaut, als der Dom noch nicht wiederhergestellt und das Langhaus noch durch eine Schildwand vom Querhaus und Altarraum getrennt war. Sie wurde 1948 mit 68 Registern (und zwei Transmissionen) auf drei Manualen und Pedal als Opus 1000 der Orgelbaufirma Klais erbaut und anlässlich der 700-Jahr-Feier des Domes eingeweiht. Die Pfeifen stehen auf elektropneumatischen Kegelladen.
Der Standort des Instruments (auf einer Betonempore in verhältnismäßig geringer Höhe im östlichen Seitenschiff des Nordquerhauses) ist für gotische Kathedralen unüblich, erklärt sich aber zum einen damit, dass das Langhaus des Domes bis 1956 wegen Wiederaufbauarbeiten abgesperrt war, und zum anderen auch damit, dass die Liturgie vor dem Zweiten Vatikanischen Konzil stärker als heute auf Chor und Hochaltar ausgerichtet war.
Die Querhausorgel ist auf der Empore weitläufig und frei aufgestellt. Ihre Werke sind zum Teil auf zwei Ebenen angeordnet. Sie wird soweit sichtbar von klingenden Prospektpfeifen, die einen Freipfeifenprospekt bilden, umschlossen. Sie ist klassisch disponiert, mit Zügen der neobarock orientierten Orgelbewegung.
Nach der Fertigstellung des Langhauses und der Entfernung der Trennwand erwies sich die Querhausorgel als zu klein zur Beschallung des Domes. Daher wurde sie 1956 um ein viertes, auf elektrischen Schleifladen stehendes Manualwerk auf 86 Register erweitert; dabei wurde ihre Disposition teilweise umgestellt. 1984 erhielt der Spieltisch eine Setzeranlage. 2002 wurde das Instrument durch Klais umgebaut und erhielt ein dem IV. Manual zugeordnetes Hochdruck-Solowerk mit zwei Labialregistern und drei Tubenregistern. Dazu ersetzte Fa. Klais die Schleifladen von 1956 durch elektropneumatische Kegelladen, wie sie 1948 eingebaut wurden, um eine einheitliche technische Struktur des Orgelwerks wiederherzustellen. 2011 wurde eine durchschlagende Klarinette, die über einen eigenen Windschweller verfügt, dem Hochdruckwerk hinzugefügt; der Winddruck dieser Register liegt bei 270 mm WS. Im Solowerk (viertes Manual) finden sich die alten Mixturen der Orgeln von 1948 sowie eine alte Quintade, die bei der Reorganisation des Instruments eigentlich wegfallen sollte.
Heute hat die Querhausorgel 88 Register (zuzüglich drei Transmissionen) und zwei Effektregister auf vier Manualen und Pedal.
| I Rückpositiv C–c4 |                  |       |
| 01.                | Portunalflöte    | 08′   |
| 02.                | Lieblich Gedackt | 08′   |
| 03.                | Blockflöte       | 04′   |
| 04.                | Superoctave      | 02′   |
| 05.                | Sesquialter II   | 2 ⁄3′ |
| 06.                | Scharff IV–VI    | 01⁄2′ |
| 07.                | Krummhorn        | 08′   |
|                    | Tremulant        |       |

| I Positiv C–c4 |               |        |
| 08.            | Gedacktpommer | 16′    |
| 09.            | Metallflöte   | 08′    |
| 10.            | Rohrflöte     | 08′    |
| 11.            | Salicet       | 08′    |
| 12.            | Principal     | 04′    |
| 13.            | Spitzflöte    | 04′    |
| 14.            | Nasard        | 2 ⁄3′  |
| 15.            | Waldflöte     | 02′    |
| 16.            | Terz          | 1 3⁄5′ |
| 17.            | Sifflöte      | 1 ⁄3′  |
| 18.            | Mixtur IV–V   | 1 ⁄3′  |
| 19.            | Dulcian       | 16′    |
| 20.            | Trompete      | 08′    |
|                | Tremulant     |        |

| II Hauptwerk C–c4 |                  |        |
|                   | Großprincipal    | 32′    |
| 21.               | Principal        | 16′    |
| 22.               | Bordun           | 16′    |
| 23.               | Principal        | 08′    |
| 24.               | Octav            | 08′    |
| 25.               | Offenflöte       | 08′    |
| 26.               | Gedackt          | 08′    |
| 27.               | Gemshorn         | 08′    |
| 28.               | Rohrquinte       | 5 1⁄3′ |
| 29.               | Octave           | 04′    |
| 30.               | Rohrflöte        | 04′    |
| 31.               | Terz             | 3 1⁄5′ |
| 32.               | Septime          | 2 ⁄7′  |
| 33.               | Superoctave      | 02′    |
| 34.               | Weitflöte        | 02′    |
| 35.               | Großmixtur IV    | 04′    |
| 36.               | Rauschpfeife III | 2 ⁄3′  |
| 37.               | Mixtur VI–VIII   | 02′    |
| 38.               | Trompete         | 16′    |
| 39.               | Trompete         | 08′    |
| 40.               | Kopftrompete     | 04′    |

| III Schwellwerk C–c4 |                    |        |
| 41.                  | Großgedackt        | 16′    |
| 42.                  | Principal          | 08′    |
| 43.                  | Holzflöte          | 08′    |
| 44.                  | Gamba              | 08′    |
| 45.                  | Vox coelestis I–II | 08′    |
| 46.                  | Octav              | 04′    |
| 47.                  | Querflöte          | 04′    |
| 48.                  | Nasard             | 2 ⁄3′  |
| 49.                  | Schwegel           | 02′    |
| 50.                  | Terz               | 1 3⁄5′ |
| 51.                  | Nachthorn          | 01′    |
| 52.                  | Mixtur IV          | 2 ⁄3′  |
| 53.                  | Fagott             | 16′    |
| 54.                  | Trompete           | 08′    |
| 55.                  | Oboe               | 08′    |
| 56.                  | Vox humana         | 08′    |
| 57.                  | Trompete           | 04′    |
|                      | Tremulant          |        |

| IV Solowerk C–c4 |                   |        |
| 58.              | Quintade          | 08′    |
| 59.              | Koppelflöte       | 04′    |
| 60.              | Septime           | 1 ⁄7′  |
| 61.              | None              | 08⁄9′  |
| 62.              | Nonenkornett IV   | 1 3⁄5′ |
| 63.              | Aliquot II–III    | 01′    |
| 64.              | Terzcymbel III–IV | 01⁄3′  |
|                  | Tremulant         |        |

| IV Hochdruckwerk C–c4 |                |     |        |
| 65.                   | Konzertflöte   | 08′ |        |
| 66.                   | Stentorgambe   | 08′ |        |
| 67.                   | Tuba magna     | 16′ |        |
| 68.                   | Tuba major     | 08′ |        |
| 69.                   | Tuba mirabilis | 08′ |        |
| 70.                   | Klarinette     | 08′ | (2011) |
|                       | Röhrenglocken  |     |        |
|                       | Cymbelstern    |     |        |

| Pedal C–g1 |                   |       |
|            | Vox Balaena       | 64′   |
| 71.        | Principalbass     | 32′   |
| 72.        | Untersatz         | 32′   |
| 73.        | Principalbass     | 16′   |
| 74.        | Contrabass        | 16′   |
| 75.        | Subbass           | 16′   |
| 76.        | Violonbass        | 16′   |
| 77.        | Octavbass         | 08′   |
| 78.        | Flötenbass        | 08′   |
| 79.        | Gedacktbass       | 08′   |
| 80.        | Choralbass        | 04′   |
| 81.        | Bassflöte         | 04′   |
| 82.        | Principal         | 02′   |
| 83.        | Hintersatz VI     | 2 ⁄3′ |
| 84.        | Mixtur IV         | 1 ⁄3′ |
| 85.        | Contraposaune     | 32′   |
| 86.        | Posaune           | 16′   |
|            | Fagott (= Nr. 53) | 16′   |
| 87.        | Basstrompete      | 08′   |
| 88.        | Clarine           | 04′   |

- Koppeln
  - Normalkoppeln: III/I, IV/I; I/II, III/II, IV/II; IV/III; I/P, II/P, III/P, IV/P
  - Superoktavkoppeln: I/I (Äquallage aus), II/II, III/III, IV/IV; I/P, II/P, III/P, IV/P
  - Suboktavkoppeln: II/II, III/III, IV/IV
  - Äqual: aus II, aus III, aus IV
  - Sonstige: Positiv (Unterlade)/IV; Pedal/IV; Langhausorgel/I, Querhausorgel/II; Positiv der Querhausorgel/III
- Anmerkung

1. ↑  aus Pedal
2. ↑  Durchschlagende Zungen, mit eigenem Windschweller.
3. ↑  mit Möglichkeit, einen Dämpfer zu aktivieren.
4. ↑  5 Glocken; Melodie des "Mer losse d’r Dom en Kölle"; Geschwindigkeit drosselbar.
5. ↑  akustisch, Quintextension 21 1⁄3′ aus Principalbass 32′.
6. ↑  2015 neu gefertigt.

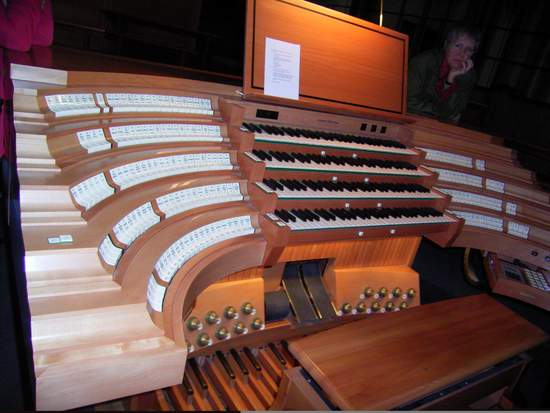
(General-)Spieltisch der Querhausorgel

Der Spieltisch der Querhausorgel steht hinter dem Rückpositiv und dient auch als Generalspieltisch für Querhausorgel, Langhausorgel und die Fanfarenregister im Westwerk. Dabei sitzt der Organist mit dem Rücken zum Altar. Die Werke lassen sich über vier Manuale und Pedal ansteuern. Die Registerwippen sind links und rechts der Klaviaturen angeordnet: auf der linken Seite befinden sich die Register der Querhausorgel, auf der rechten Seite die der Langhausorgel und des Fanfarenwerks, die über ein Schloss gesichert sind. Der Spieltisch verfügt über zwei Monitore, über die der Organist verschiedene Kameras im Dom bedienen kann, und u. a. den Altarraum, den Standort der Domchöre und den Spieltisch der Langhausorgel in den Blick nehmen kann. Der Spieltisch verfügt über modernste Spielelektronik, zu der u. a. auch registrierbare Intervallkoppeln und ein Replay-System zählen.

### Langhausorgel

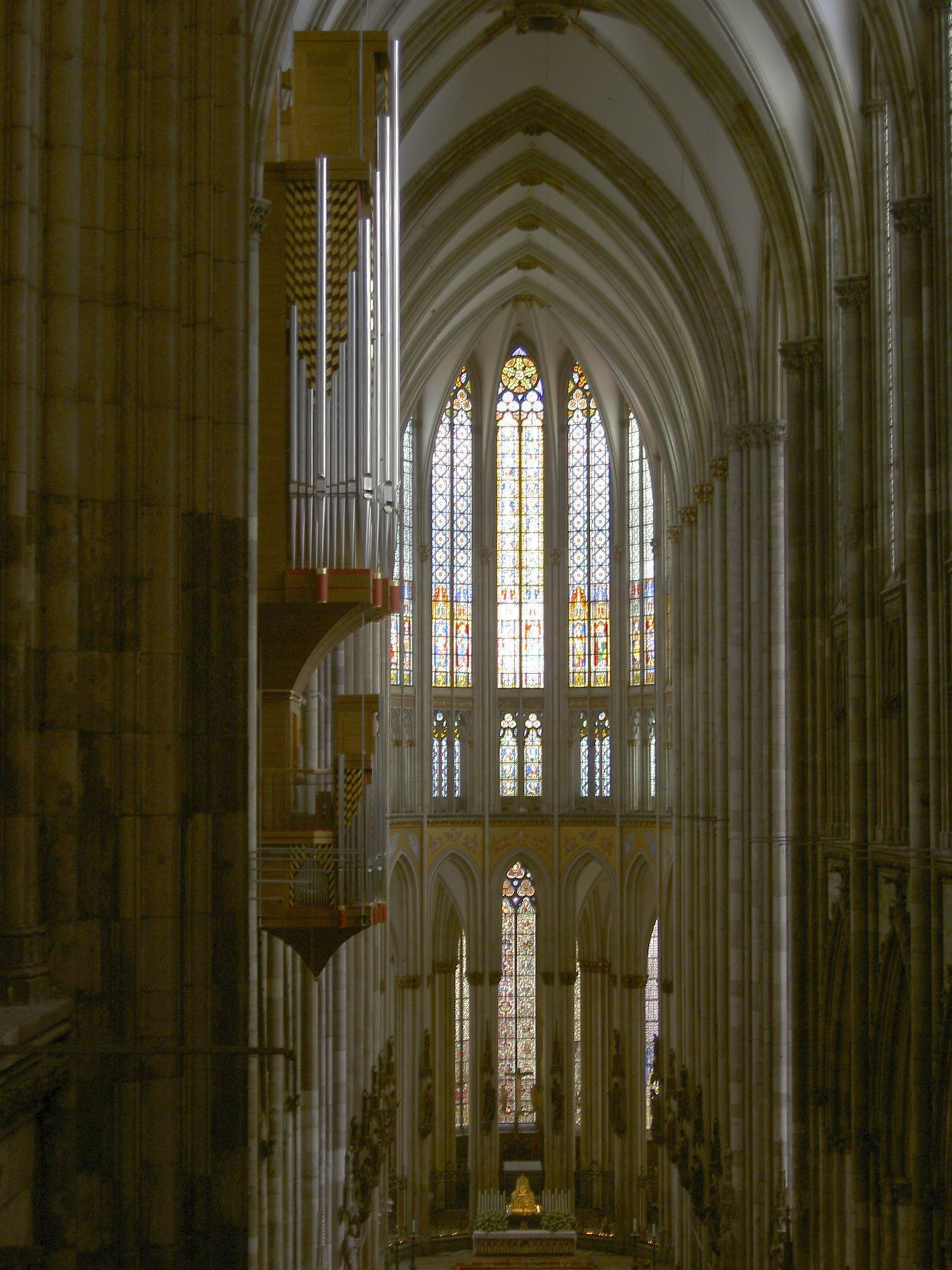
Akustisch gut positioniert: Schwalbennestorgel im Langhaus

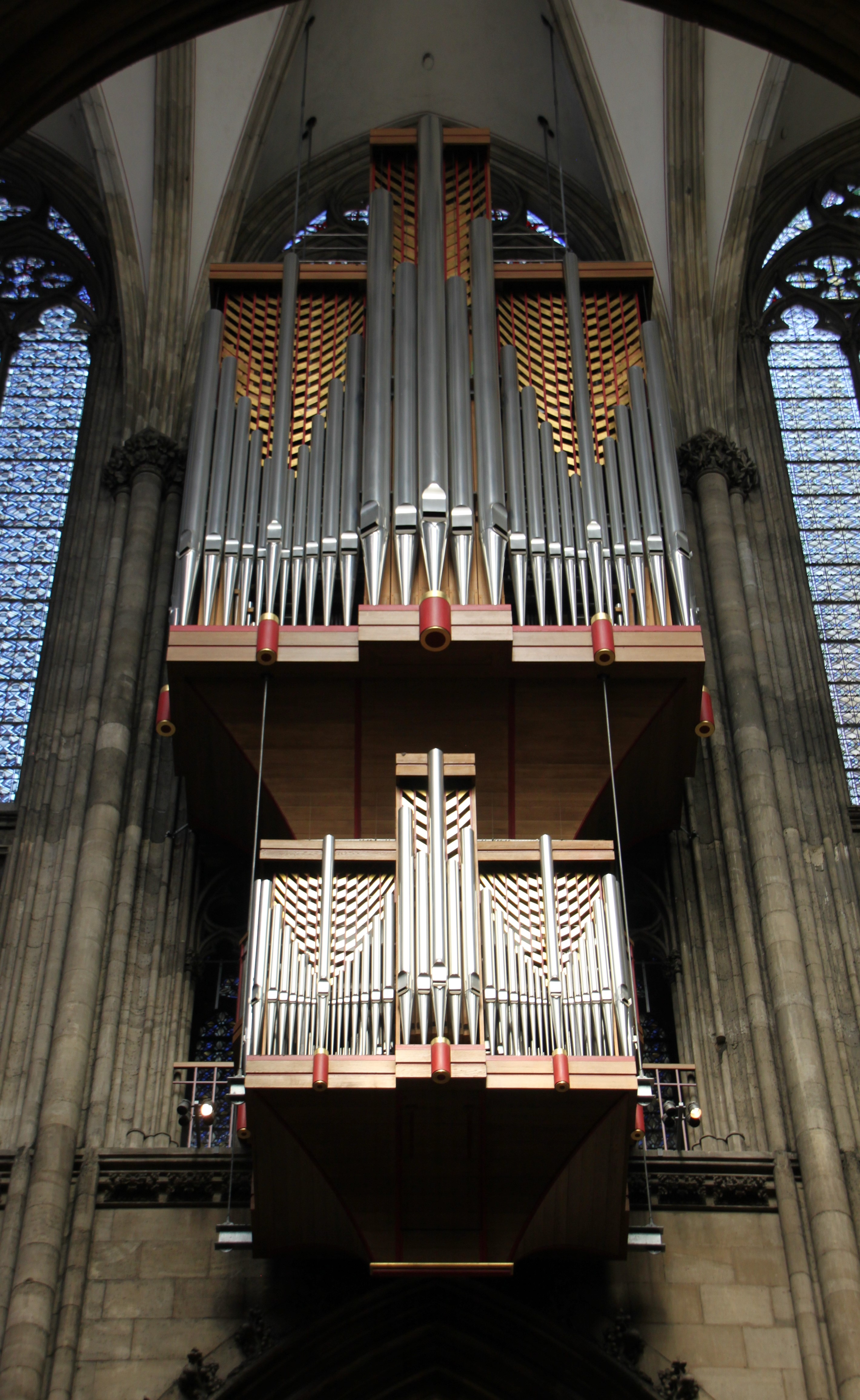
Hängt an Stahlstangen: 53 Register, 3.963 Pfeifen mit 30 Tonnen Gewicht

Die Langhausorgel wurde im Jahre 1998 als zweite Hauptorgel geweiht. Sie behob die unbefriedigende Klangsituation der Nachkriegszeit insbesondere des liturgischen Orgelspiels.
Die Orgel ist als Schwalbennestorgel gebaut und im gotischen Kirchenraum akustisch gut positioniert, unterbricht allerdings das von den neugotischen Architekten des 19. Jahrhunderts gewünschte Raumkontinuum von Langhausmittelschiff, Vierung und Hochchor. Sie wiegt etwa 30 Tonnen, ist etwa 20 m hoch und hängt etwa 20 m über dem Fußboden an vier 20 bis 35 mm dicken Stahlstangen, die im Dachstuhl verankert sind. Sie hängt unmittelbar vor der nördlichen Langhauswand, ohne die Wand zu berühren. Dabei verdeckt sie teilweise ein Obergadenfenster, sodass um sie herum ein Lichtband erstrahlt.
Das Instrument hat insgesamt 53 Register (3.963 Pfeifen), die auf ein Pedal und die drei Manualwerke Rückpositiv, Hauptwerk und Schwellwerk verteilt sind. Es befindet sich in einem Gerüst, das durch die Rückwand des Orgelgehäuses und ein etwa 71 cm breites Gehäuseband stabilisiert wird, das mit den Langhauspfeilern verklammert ist. Das Orgelgerüst besteht aus einem Stahlgerippe mit vier Eisenrosten, die vier Funktionsebenen bilden. Die oberste Ebene macht optisch etwa die Hälfte der Langhausorgel aus. Dort sind mittig zuoberst die Balganlage und die Pfeifen des Haupt-, Schwell- und Pedalwerkes. Einige Pedalpfeifen (Violon 32′ ab F aufwärts) werden im Prospekt gezeigt und haben aus gestalterischen Gründen Überlänge. Da die Violon 32′-Pfeifen für die Töne C bis E in Metallausführung einen größeren Durchmesser als die Dienste der die Orgel einrahmenden Säulen hätten, stellte Klais diese als Holzpfeifen im Orgelinneren auf. Die oberste Ebene schließt unten mit dem Gehäuseband ab. Darunter verjüngt bzw. verschlankt sich das Gehäuse. Die zweite Ebene liegt vor dem Triforiumsgang; der Organist kann sie von diesem Gang aus betreten, um an den Spieltisch zu gelangen. Auf der dritten Ebene darunter befindet sich das Rückpositiv.
Auf der untersten Ebene ist ein besonderes Nebenregister eingebaut: Bei Betätigung des Zuges „Loss jonn“ (Hochdeutsch: „Jetzt mach mal!“) öffnet sich unterhalb des Rückpositivs eine Klappe, aus der eine Holz-Figur mit Narrenkappe herausschwenkt. Die Figur ist dem früheren Dompropst Bernard Henrichs nachgebildet. Dazu spielt im Orgelinneren ein Spielwerk das Lied „Mer losse d’r Dom en Kölle“. Mittlerweile gibt es an geheimer Stelle in der Orgel einen zweiten Schalter mit dem Namen „Loss nit jonn“, um den Registerzug gegen zu häufige Benutzung zu sperren.
Die Langhausorgel lässt sich auch vom Spieltisch der Querhausorgel aus anspielen.
| I Rückpositiv C–c4 |            |        |
| 01.                | Bourdun    | 16′    |
| 02.                | Praestant  | 08′    |
| 03.                | Rohrflöte  | 08′    |
| 04.                | Salicional | 08′    |
| 05.                | Principal  | 04′    |
| 06.                | Spitzflöte | 04′    |
| 07.                | Nasard     | 2 ⁄3′  |
| 08.                | Waldflöte  | 02′    |
| 09.                | Terz       | 1 3⁄5′ |
| 10.                | Quinte     | 1 ⁄3′  |
| 11.                | Scharff V  | 01′    |
| 12.                | Dulcian    | 16′    |
| 13.                | Cromhorn   | 08′    |
| 14.                | Vox Humana | 08′    |
|                    | Tremulant  |        |

| II Hauptwerk C–c4 |                  |       |
| 15.               | Praestant        | 16′   |
| 16.               | Principal        | 08′   |
| 17.               | Doppelflöte      | 08′   |
| 18.               | Gemshorn         | 08′   |
| 19.               | Octave           | 04′   |
| 20.               | Rohrflöte        | 04′   |
| 21.               | Quinte           | 2 ⁄3′ |
| 22.               | Superoctave      | 02′   |
| 23.               | Mixtura Major V  | 02′   |
| 24.               | Mixtura Minor IV | 02⁄3′ |
| 25.               | Cornet V (ab f0) | 08    |
| 26.               | Trompete         | 16′   |
| 27.               | Trompete         | 08′   |
| 28.               | Trompete         | 04′   |

| III Schwellwerk C–c4 |                      |        |
| 29.                  | Salicet              | 16′    |
| 30.                  | Principal            | 08′    |
| 31.                  | Bordun               | 08′    |
| 32.                  | Gambe                | 08′    |
| 33.                  | Vox coelestis (ab F) | 08′    |
| 34.                  | Octave               | 04′    |
| 35.                  | Traversflöte         | 04′    |
| 36.                  | Quintflöte           | 2 ⁄3′  |
| 37.                  | Flageolet            | 02′    |
| 38.                  | Terzflöte            | 1 3⁄5′ |
| 39.                  | Mixtur IV            | 02′    |
| 40.                  | Fagott               | 16′    |
| 41.                  | Trompete             | 08′    |
| 42.                  | Oboe                 | 08′    |
|                      | Tremulant            |        |

| Pedal C–g1 |                   |         |
| 43.        | Violon (C–E Holz) | 32′     |
| 44.        | Principal         | 16′     |
| 45.        | Subbaß            | 16′     |
| 46.        | Quinte            | 10 2⁄3′ |
| 47.        | Octave            | 08′     |
| 48.        | Bartpfeife        | 08′     |
| 49.        | Superoctave       | 04′     |
| 50.        | Flöte             | 02′     |
| 51.        | Posaune           | 16′     |
| 52.        | Trompete          | 08′     |
| 53.        | Clarine           | 04′     |

- Koppeln:
  - Normalkoppeln: I/II, III/II, III/I, I/P, II/P, III/P
  - Suboktavkoppeln: III/III, III/II
  - Superoktavkoppeln: III/III, III/II, III/I

### Hochdruckwerk
Im Jahr 2006 wurde das Orgelensemble im Dom um ein Hochdruckwerk (Bombardewerk) mit zwei Hochdruckregistern erweitert: Eine Tuba episcopalis 8′ (Bischöfliche Tuba) und eine Tuba capitularis 8′ (Tuba des Domkapitels) werden mit 700 mmWS angeblasen. Das Bombardewerk befindet sich im Westwerk des Domes, seitlich vor dem großen Westfenster zwischen den Türmen, auf den Triforiumsbänken auf etwa 20 m Höhe. Die Register sind in C- und Cis-Seite geteilt und beidseitig des Mitteljoches angeordnet. Die 122 Pfeifen der beiden Zungenstimmen ragen waagerecht in den Kirchenraum; sie sind allerdings nicht auf einer Ebene, sondern vertikal übereinander angeordnet.
Die Fanfaren sollen für einen repräsentativen Klang auch bei vollbesetzter Kirche sorgen und werden nur zu Festgottesdiensten an hohen Feiertagen und bei besonderen Anlässen gespielt. Deshalb sind diese beiden Register, ähnlich wie das Spaßregister „Loss jonn“ in der Schwalbennestorgel, sperrbar. Die beiden Register werden vom zentralen Spieltisch der Querhausorgel aus angespielt; sie lassen sich an jedes Manual und an das Pedal koppeln; darüber hinaus kann das Klangvolumen durch die Sub- und Superoktavkoppeln erweitert werden. Für den Organisten ist das Zusammenspiel eine besondere Herausforderung, da der Klang der weit entfernten Fanfaren erst einige Sekundenbruchteile später sein Ohr erreicht.
| Fanfaren C–c4                              |     |
| Tuba episcopalis (Bischöfliche Fanfare)    | 08′ |
| Tuba capitularis (Fanfare des Domkapitels) | 08′ |

- Koppeln:
  - Normalkoppeln: Tuba/I, Tuba/II, Tuba/III, Tuba/IV, Tuba/P
  - Sub-/Superoktavkoppeln: Sub in Tuba, Super in Tuba, Äqual aus Tuba

## Weitere Instrumente
Außerdem gibt es im Dom kleinere Instrumente, die der Beschallung bestimmter Bereiche des Doms dienen.

### Marienkapelle

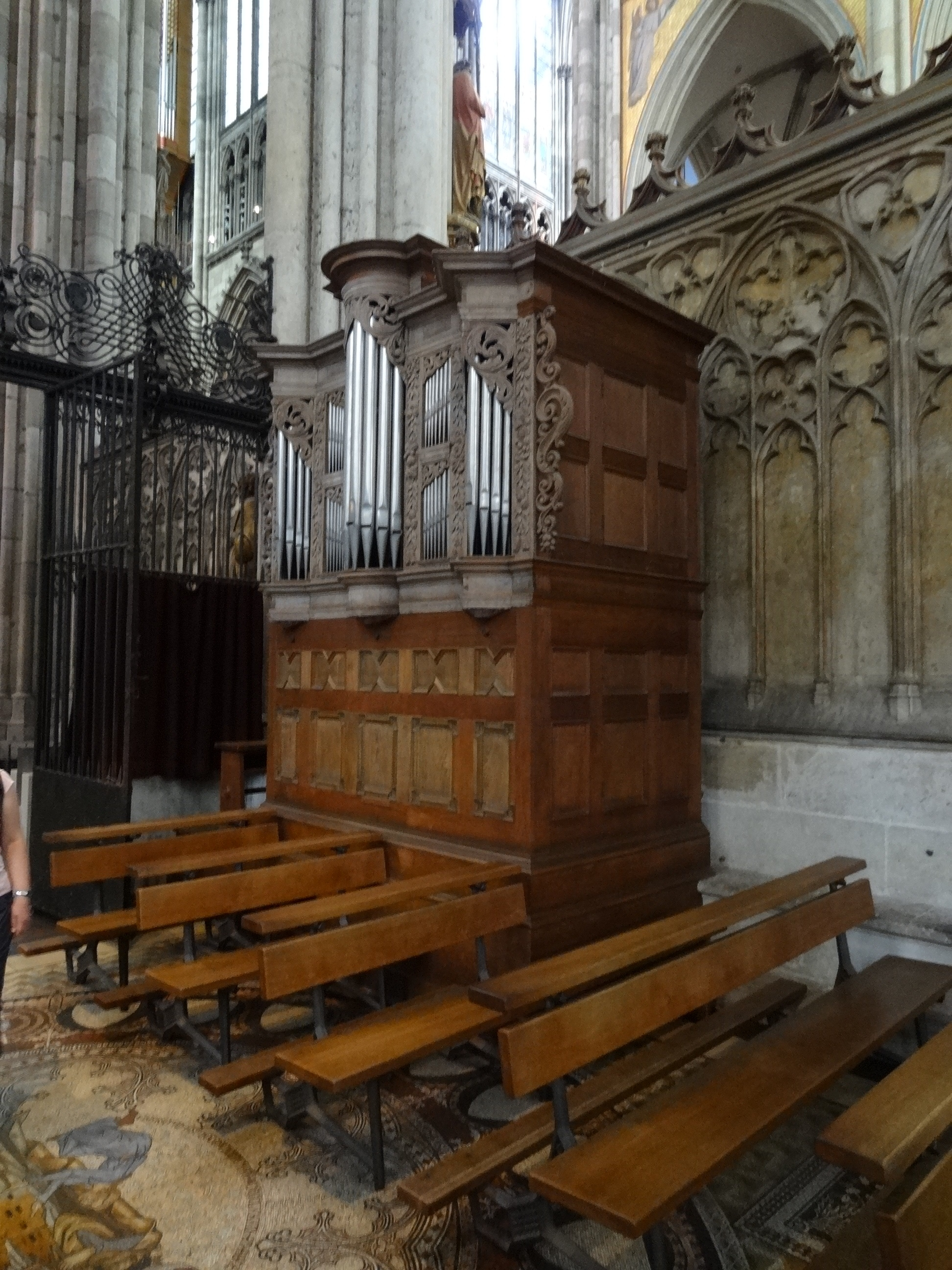
Marienorgel im Chorumgang

Die Marienorgel steht ebenerdig seitlich des Chorraumes, im Chorgang (Marienkapelle). Das Instrument wurde 1874 von Daniel Roetzel erbaut und stand ursprünglich in der Kirche von Balve. 1963 wurde die Orgel von Romanus Seifert in ein um 1700 entstandenes barocke Gehäuse eingebaut. Die Marienorgel hat 12 Register auf zwei Manualwerken und einem Pedal; die Trakturen sind mechanisch, das Instrument versorgt seine Pfeifen mit Luft über Schleifladen.
| I Hauptwerk C-f3 |             |       |
| 1.               | Koppelflöte | 08′   |
| 2.               | Prinzipal   | 04′   |
| 3.               | Quinte      | 2 ⁄3′ |
| 4.               | Mixtur IV   | 1 ⁄3′ |
| 5.               | Trompete    | 08′   |

| II Nebenwerk C-f3 |             |     |
| 06.               | Gedackt     | 08′ |
| 07.               | Rohrflöte   | 04′ |
| 08.               | Prinzipal   | 02′ |
| 09.               | Cornett III | 08′ |
| 10.               | Cymbel II   |     |
|                   | Tremulant   |     |

| Pedal C-d1 |             |        |
| 11.        | Untersatz   | 16′    |
| 12.        | Flötbass II | 08′+4′ |

- Koppeln: II/I, I/P, II/P

### Marienkapelle (geplanter Neubau)
Derzeit wird eine neue Marienorgel erbaut. Das neue Instrument soll weiterhin die Liturgie in der Marienkapelle begleiten. Zusätzlich soll es als Begleitinstrument für Konzerte im Hochchor dienen. Standort des Instruments bleibt unterhalb der Chorwand im 1. Joch des Chorumganges. Für die Nutzung als Begleitinstrument wird das Instrument fahrbar konstruiert; es kann in das 3. Joch des Chorumgangs bewegt nach oben ausgefahren werden, damit der Klang über die Chorwand hinaus reichen kann; dies wird u. a. mittels eines Scherenhubtisches im Instrument möglich werden. Die äußere Gestaltung stammt von dem Architekturbüro Mecanoo aus Delft und wird ein moderner Orgelprospekt sein, der die Säulenstruktur der Dompfeiler aufnimmt. Gebaut wird die neue Orgel von Orgelbau Klais.
Die neue Marienorgel wird einen frei fahrbaren Spieltisch erhalten, der zudem so angelegt ist, dass auch die beiden großen Orgeln und das Tubenwerk von diesem Spieltisch aus angespielt werden können. Das Instrument wird 18 Register auf zwei Manualwerken und Pedal haben.
| I Hauptwerk C-c4 |            |     |
| 1.               | Prinzipal  | 08′ |
| 2.               | Flöte      | 08′ |
| 3.               | Rohrflöte  | 08′ |
| 4.               | Salicional | 08′ |
| 5.               | Octave     | 04′ |
| 6.               | Principal  | 02′ |

| II Schwellwerk C-c4 |              |       |
| 07.                 | Gedackt      | 08′   |
| 08.                 | Gamba        | 08′   |
| 09.                 | Schwebung    | 08′   |
| 10.                 | Traversflöte | 04′   |
| 11.                 | Quinte       | 2 ⁄3′ |
| 12.                 | Flautino     | 02′   |
| 13.                 | Mixtur       | 02′   |
| 14.                 | Trompete     | 08′   |
| 15.                 | Oboe         | 08′   |

| Pedal C-g1 |           |     |
| 16.        | Subbass 0 | 16′ |
| 17.        | Flöte     | 08′ |
| 18.        | Flöte     | 04′ |

### Sakramentskapelle

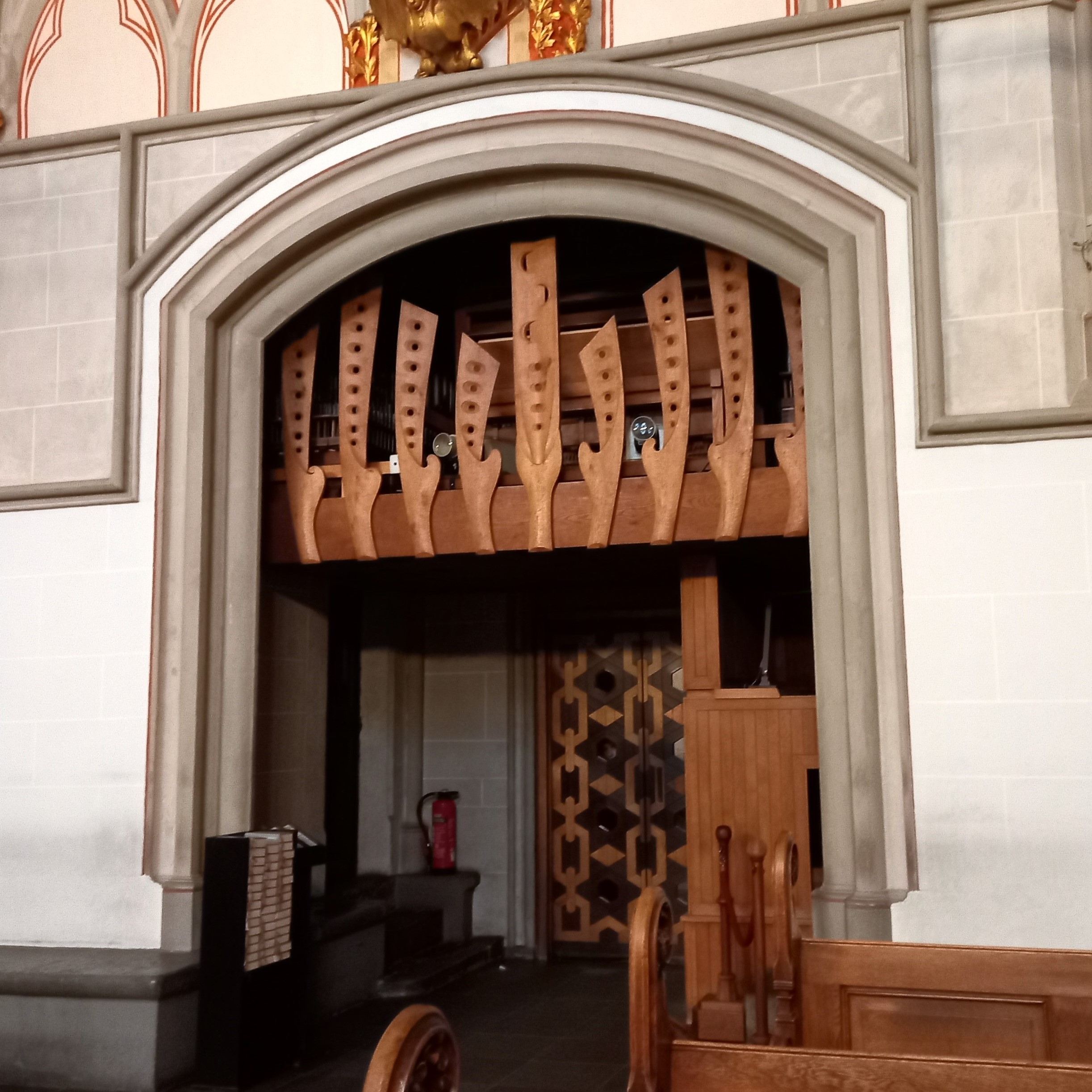
Seifert-Orgel

Die Orgel in der Sakramentskapelle wurde 1962 von der Orgelbaufirma Seifert erbaut. Das Schleifladen-Instrument hat 15 Register auf zwei Manualwerken und Pedal.
| I Hauptwerk C-g3 |                |       |
| 1.               | Rohrflöte      | 08′   |
| 2.               | Viola di Gamba | 04′   |
| 3.               | Principal      | 04′   |
| 4.               | Spillpfeife    | 04′   |
| 5.               | Nasard         | 2 ⁄3′ |
| 6.               | Mixtur V       | 1 ⁄3  |

| II Schwellwerk C-g3 |                 |        |
| 07.                 | Gedackt         | 08′    |
| 08.                 | Blockflöte      | 04′    |
| 09.                 | Principal       | 02′    |
| 10.                 | Terz            | 1 3⁄5′ |
| 11.                 | Scharfcymbel IV | 02⁄3′  |
| 12.                 | Schalmei        | 08′    |

| Pedal C-f1 |            |     |
| 13.        | Untersatz  | 16′ |
| 14.        | Offenbass  | 08′ |
| 15.        | Bartpfeife | 04′ |

- Koppeln: II/I, I/P, II/P

## Orgelfeierstunden
Seit 1960 führt das Kölner Domkapitel im Dom die sogenannten Orgelfeierstunden durch. Internationale Organisten spielen zwölf Wochen im Sommer jeweils dienstags ein Orgelkonzert an den Domorgeln. Das Eröffnungskonzert, das 6. Konzert und das Abschlusskonzert gibt traditionell Domorganist Winfried Bönig.